# النس
النس (به فرانسوی: Allenc) یک روستا در فرانسه است که در لوزر واقع شده‌است.

## خصوصیات
النس ۳۸٫۵۸ کیلومترمربع مساحت و ۲۴۷ نفر جمعیت دارد و ۱٬۰۲۵ متر بالاتر از سطح دریا واقع شده‌است.